# Número de Kossovitch
El número de Kossovich {\displaystyle \mathrm {Ko} } es un número adimensional usado en la transferencia de calor durante la evaporación del disolvente de un cuerpo húmedo.
Este número corresponde a la relación entre la energía necesaria para la evaporación del disolvente y la energía necesaria para elevar la temperatura de ese mismo cuerpo. Este número es cercano al número de Biot.

## Simbología
| Símbolo                       | Nombre                                                                                     | Unidad       |
| ----------------------------- | ------------------------------------------------------------------------------------------ | ------------ |
| {\displaystyle \mathrm {Ko} } | Número de Kossovich                                                                        |              |
| {\displaystyle c_{p}}         | Calos específico                                                                           | J / (kg K)   |
| {\displaystyle T_{0}}         | Temperatura uniforme inicial del medio poroso                                              | K            |
| {\displaystyle T_{a}}         | Temperatura ambiente (Subfijo en Ing. ambient)                                             | K            |
| {\displaystyle \lambda }      | Calor latente de evaporación                                                               | J / kg       |
| {\displaystyle c_{m}}         | Capacidad de humead (Subfijo en Ing. moisture)                                             | kg / (kg °M) |
| {\displaystyle U_{0}}         | Humedad potencial inicial                                                                  | °M           |
| {\displaystyle U_{s}}         | Humedad potencial de la superficie fría del cuerpo cúbico poroso (Subfijo en Ing. Surface) | °M           |

## Descripción
Se define como sigue:
{\displaystyle \mathrm {Ko} ={\frac {\text{Energía para vaporizar humedad de cuerpo poroso}}{\text{Energía para elevar la temperatura de cuerpo poroso}}}}
{\displaystyle \mathrm {Ko} ={\frac {\lambda \ c_{m}\ (U_{a}-U_{s})}{c_{p}\ (T_{a}-T_{0})}}}